# Marcus Fulvius Nobilior (consul in 189 v.Chr.)
Marcus Fulvius Nobilior was een Romeins generaal en politicus in de 2e eeuw v.Chr. Hij was een belangrijk lid van de gens Fulvia.
In 192 v.Chr. was Fulvius Nobilor praetor en onderwierp de Carpetani, een opstandige herdersstam uit Hispania. Op de plaats van hun belangrijkste nederzetting stichtte hij vervolgens de Romeinse stad Toletum, het huidige Toledo.
In 189 v.Chr. was hij samen met Gnaeus Manlius Vulso consul en trok ten strijde tegen de Aetolische Bond die hij versloeg bij de Griekse stad Ambracia. Hij plunderde de stad en roofde alle kunstschatten mee. Tijdens deze campagne nam hij de Griekse dichter Quintus Ennius mee, die een toneelstuk schreef over de verovering van de stad. Dit leverde Fulvius Nobilior zware kritiek op van Marcus Porcius Cato, die vond dat hij zijn waardigheid als Romeins generaal te bezoedelde. Hij bekritiseert hem tevens, omdat hij beloningen uitdeelt aan de Romeinse legionairs voor het graven van o.a. waterputten tijdens de campagne in Griekenland. In 187 v.Chr. mocht hij een triomftocht houden in Rome. Ter gelegenheid van zijn triomf bouwde hij op het Marsveld de Tempel van Hercules Musarum, waar hij veel van de gestolen Griekse kunstwerken plaatste.

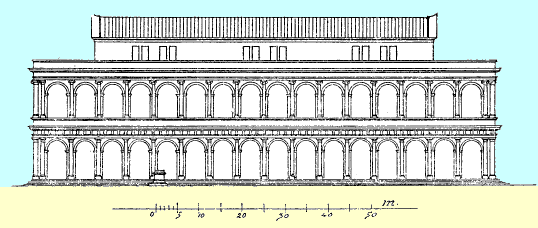
Reconstructie van de Basilica Aemilia

In 179 v.Chr. werd hij samen met zijn politieke rivaal Marcus Aemilius Lepidus tot censor verkozen. Bij hun aantreden verzoenden beide heren zich met elkaar. Zij stelden nieuwe belastingen in en brachten wijzigingen aan in het stemsysteem van de comitia tributa. De censoren lieten zich ook niet onbetuigd op architecturaal vlak: zo lieten ze de Basilica Aemilia (ook wel Basilica Aemilia et Fulvia of Basilica Fulvia genoemd) op het Forum Romanum optrekken. Datzelfde jaar werd hij door zes censoren als princeps senatus ("eerste van de senaat") bestempeld. Op 23 december van dat jaar wijdde hij ook de Tempel van Juno Regina bij het Circus Flaminius op het Campus Martius in, hetgeen hij beloofd had toen hij de Liguriërs bestreed.